# Sint-Margaretakerk (Komen)
De Sint-Margaretakerk (Frans: Église Sainte-Marguerite) is een rooms-katholieke kerk in de tot het Franse Noorderdepartement behorende plaats Komen, en wel in het dorpje Sainte-Marguerite. De ingang ligt aan het Place Abbé Dervaux.
Er stond in dit gehucht vanouds een kapel die aan Sint-Margareta was gewijd. Tijdens de godsdienstoorlogen (2e helft 16e eeuw) werd deze verwoest. De kapel werd herbouwd maar in 1792, nu door de Franse revolutionairen, opnieuw verwoest en in 1794 afgebroken.
Een neogotische kerk werd gebouwd en in 1858 ingezegend. In 1864 werd Sainte-Marguerite een zelfstandige parochie. De kerk bedient de wijk Sainte-Marguerite die ten zuiden van Komen ligt. De kerk werd tijdens de Eerste Wereldoorlog zwaar beschadigd om in 1923 weer in gebruik te worden genomen.
Het is een georiënteerde bakstenen kruiskerk met ingebouwde westtoren welke vier hoektorentjes heeft.